# Kvarntjärnarna, Medelpad
Kvarntjärnarna är en sjö i Ånge kommun i Medelpad och ingår i Delångersåns huvudavrinningsområde.